# Eurijale
Eurijale (lat. Euryale), monotipski rod vodenog bilja rasprostranjenog po Aziji: Indija, Jammu i Kashmir, Kina, Ruski daleki istok, Japan, Tajvan, Koreja, Burma, Vijetnam, Nepal.
Jedina je vrsta Euryale ferox.

## Vanjske poveznice
|  | Zajednički poslužitelj ima još gradiva o temi Euryale ferox |
|  | Wikivrste imaju podatke o taksonu Euryale ferox             |